# Willi Stoph
Willi Stoph (Schöneberg, 1914. július 9. – Berlin, 1999. április 13.) német politikus, a Német Demokratikus Köztársaság államtanácsának elnöke.

## Pályakezdet
Egyszerű munkáscsalád gyermekeként született Berlin Schöneberg nevű kerületében. A népiskola elvégzése után kőművesnek tanult. A Német Kommunista Ifjúsági Szövetség tagjaként különböző funkciókat töltött be, majd 1931-ben belépett a Németország Kommunista Pártjába. Alkalmi munkákból tartotta fenn magát, és bekapcsolódott a nácik elleni földalatti ellenállásba, ahol a kommunista mozgalom hírszerzője lett. 1935-ben behívták a hadseregbe és két év szolgálatra kötelezték. Ütegparancsnokként szerelt le 1937-ben. Építéstechnikusként dolgozott egy tervezőirodában, de a második világháború kitörése után visszahívták a Wehrmachtba. 1942-ben a harctéren megsebesült. 1943-ban újból bekapcsolódott a kommunista ellenállás munkájába és felvette a kapcsolatot Anton Saefkow csoportjával is. 1945 áprilisában a német hadsereg összeomlásakor a szovjetek elfogták és hadifogságba vitték.

## Politikai pálya

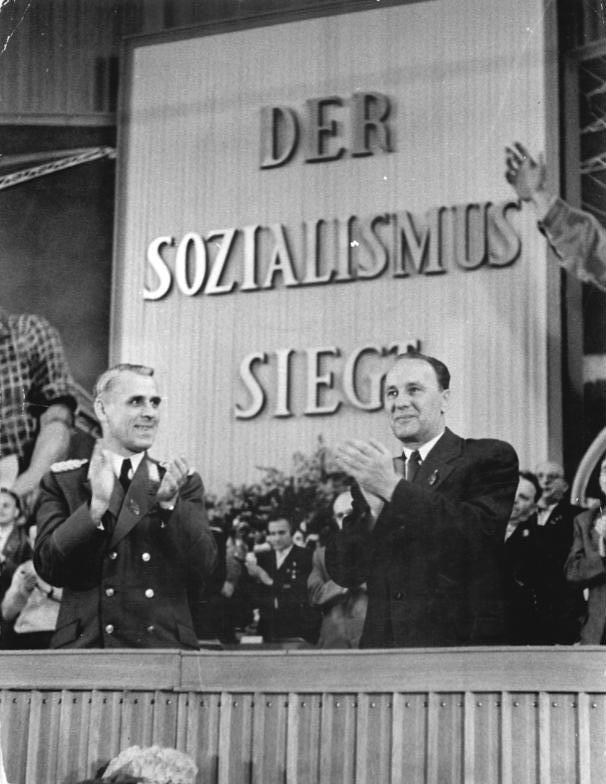
Willi Stoph Kádár Jánossal a Német Szocialista Egységpárt V. kongresszusán, 1958. július 12-én, a Győz a szocializmus! felirat előtt

1945 júliusában megszökött a kelet-poroszországi szovjet hadifogolytáborból. (Egy társa szovjet katonaruhában szöktette ki őt és egy másik nyugat-berlini társát a lágerből.) Július 22-én érkeztek a lerombolt Berlinbe. Stoph nyomban bekapcsolódott az újjászerveződő kommunista mozgalomba. A NKP építőanyag-ellátásért felelős tisztviselője lett. 1948-tól kezdve a NSZEP gazdaságpolitikai munkacsoportjának vezetője. 1950-től 1990-ig a Népi Kamara képviselője, és a párt központi bizottságának tagja. 1952-ben kinevezték az Német Demokratikus Köztársaság Népi Kamarájának gazdasági bizottságának elnökévé. Később részt vett az Állambiztonsági Minisztérium (Stasi) és a Készenléti Rendőrség létrehozásában. Az 1953-as népfelkelés leverése után a pártot irányító központi csoport tagja lett, miközben megszerezte a belügyminiszteri bársonyszéket is. 1956 és 1960 között védelmi miniszter. 1963-ban megválasztották az államtanács tagjává.
Az államtanács tagjaként Stoph megkísérelte enyhíteni a két német állam között a berlini fal felépítése után megnövekedett feszültséget. 1967-ben a német-német párbeszédet kezdeményező levelet írt Kurt Georg Kiesingernek, az Nyugat-Németország kancellárjának. 1970-ben előbb Erfurtben, majd Kasselben is találkozott Willy Brandt nyugatnémet kancellárral. Walter Ulbricht 1973-as halála után Stoph megörökölte az államtanács elnöki tisztét, ezáltal az NDK államfőjévé lépett elő. A körülmények azonban Stoph számára kedvezőtlen fordulatot vettek. A Népi Kamara 1976-os választásai után megerősödött Honecker brezsnyevi mintára a pártvezetői és az államfői tisztség egyesítésére törekedett. Stoph elveszítette az államfői tisztséget, a minisztertanács elnöke (miniszterelnök) lett. Tevékenysége során katonás, kemény viselkedést mutatott, amiért munkatársai egymás között „vörös porosz” néven emlegették.

## A fordulat idején

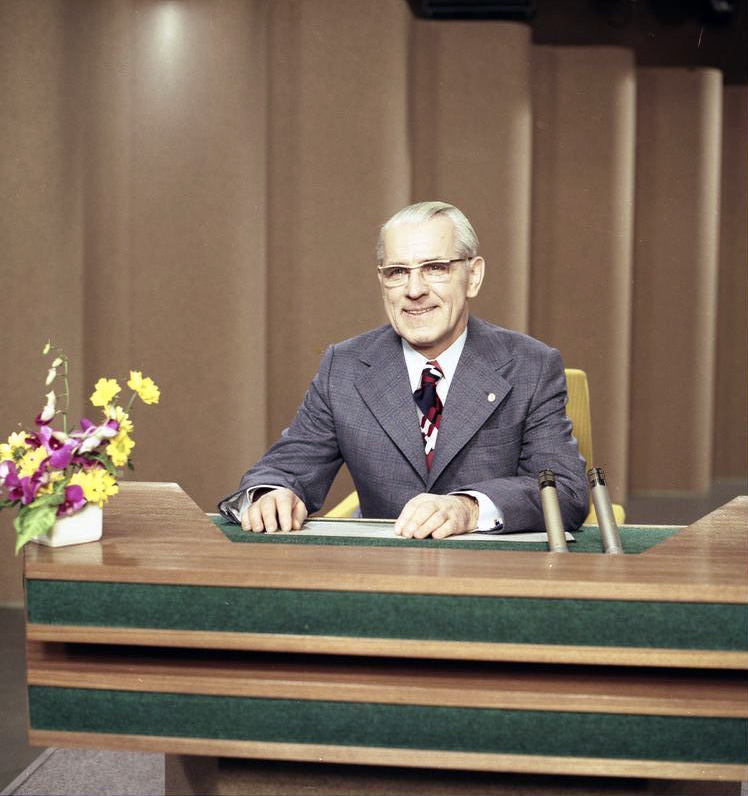
Stoph újévi beszédet mond (1974)

A 80-as években Erich Honecker kritikusai közé tartozott. Willi Stoph szólította fel az 1989. október 18-i párteseményen Honeckert a visszavonulásra. A reformokat szorgalmazó Egon Krenz és Günter Schabowski nyomására kormányával együtt november 7-én lemondott, de ügyvezető kormányfőként hivatalában maradt. Tevékenysége kiváltotta Honecker haragját, aki később is őt okolta az Német Demokratikus Köztársaság bukásáért. A berlini fal leomlása utáni viharos politikai változások elsöpörték Stophot a politikai színtérről. November 17-én lemondatták a minisztertanács éléről, december 3-án pedig kizárták az újjászerveződő NSZEP-ből. December 8-án az ügyészség a népgazdaság megkárosítása, korrupció és a hatalommal való visszaélés miatt nyomozást indított ellene. Stoph megszökött, de 1990 februárjában a Müritzi-tóvidék egy vadászházában a hatóság emberei ráakadtak és letartóztatták. Hiába fordult moszkvai támogatóihoz segítségért, az SZKP vezetése nem méltatta figyelemre.

## Per és büntetés
1991 májusában a német ügyészség vádat emelt Stoph ellen a berlini falnál lelőtt menekülők ügyében. Megromlott egészségi állapota miatt 1992. augusztus 12-én szabadon bocsátották. Novemberben újrakezdődött a per ellene és egykori politikustársai ellen, azonban Stoph állapota miatt az eljárást 1993-ban végérvényesen megszüntették. A bíróság mindössze 200 000 német márkát kitevő megtakarításainak elkobzásával büntette az Német Demokratikus Köztársaság egykori elnökét. A per zárulta után visszavonultan élt Berlin keleti negyedeiben. 1999. április 13-án halt meg.